# Oliver Stark
Oliver Stark (* 27. června 1991, Londýn, Anglie, Spojené království) je britský herec, proslavil se rolí Bucka v seriálu stanice Fox Záchranáři L. A.. Během let 2015 až 2017 hrál roli Rydera v seriálu Into the Badlands.

## Filmografie

### Film
| Rok  | Název                     | Role           | Poznámky            |
| ---- | ------------------------- | -------------- | ------------------- |
| 2010 | Break In                  | Jeremy         |                     |
| 2010 | Talking to the Filth      | Luke           | krátkometrážní film |
| 2011 | Always There              | John Dagsworth | krátkometrážní film |
| 2011 | Spirit                    | Goof           | krátkometrážní film |
| 2011 | Something Blue            | Greg           | krátkometrážní film |
| 2012 | Community                 | Pack Leader    |                     |
| 2012 | 12                        | oběť           | krátkometrážní film |
| 2012 | Follow                    | Corey          | krátkometrážní film |
| 2012 | Venus vs. Mars            | Steven Jones   | krátkometrážní film |
| 2013 | Prokletí Midasovy skříňky | Glocky         |                     |
| 2014 | Montana                   | Cal            |                     |
| 2015 | Hard Tide                 | Alfie Fisher   |                     |
| 2016 | Underworld: Krvavé války  | Gregor         |                     |
| 2017 | MindGamers                | Dylan          |                     |

### Televize
| Rok        | Název             | Role                | Poznámky                                                             |
| ---------- | ----------------- | ------------------- | -------------------------------------------------------------------- |
| 2011       | Casualty          | Kyle 'K' DeNane     | díl: „Natural Selection“                                             |
| 2013       | Luther            | Shaun Butler        | díl: „Epizoda 3“                                                     |
| 2013       | Big Bad World     | teenager            | díl: „                                                               |
| 2013       | Drákula           | PC Barraclough      | díl: „Přijď zemřít“                                                  |
| 2015       | Venus vs. Mars    | Steven Jones        | díl: „First Date Rules“                                              |
| 2015–2017  | Into The Badlands | Ryder               | hlavní role, 16 dílů                                                 |
| 2018–dosud | Záchranáři L. A.  | Evan 'Buck' Buckley | hlavní role nominace – Teen Choice Awards v kategorii nejlepší herec |